# Run Batted In
Run Batted In (abgekürzt RBI) ist ein Statistikwert im Baseball. Ein RBI wird einem Batter (dt. Schlagmann) angerechnet, wenn durch seine Aktion ein Base Runner (dt. Läufer) das Home Plate erreicht und damit einen Punkt (Run) erzielt. 

## Genaue Definition
Gemäß Regel 10.04 des Baseball-Regelbuchs wird dem Schlagmann ein RBI angerechnet, wenn ein Run unter einer der folgenden Bedingungen erzielt wird:
- Der Schlagmann erzielt einen Base Hit, durch den ein Läufer das Home Plate erreichen kann.
- Der Schlagmann wird ausgemacht, und während des Spielzuges erreicht ein Läufer das Home Plate.
- Der Schlagmann erreicht durch eine Fielder's Choice das erste Base, und während des Spielzuges erreicht ein Läufer das Home Plate.
- Der Schlagmann erreicht bei weniger als zwei Aus das erste Base durch einen Fehler der Defensive (Error), und der offizielle Scorer ist der Meinung, dass der Run auch bei fehlerfreiem Spiel erzielt worden wäre.
- Der Schlagmann erreicht das erste Base durch ein Base-on-Balls, Hit-by-Pitch, Catcher's Interference oder Obstruction, während alle Bases besetzt sind.

Kein RBI wird vergeben:
- Wenn ein Run nur aufgrund eines Errors erzielt wird.
- Wenn der Schlagmann in ein Force Double Play oder Reverse Force Double Play schlägt.
- Wenn ein Force Double Play nur dadurch verhindert wird, dass ein gut geworfener Ball, der das Double Play komplettieren würde, am ersten Base fallen gelassen wird.

## Kritik
RBI sind eine traditionell für sehr wichtig angesehene Statistik, was sich schon dadurch zeigt, dass sie eines der drei entscheidenden Kriterien für die Triple Crown sind. Zudem werden die insgesamt erzielten RBI einer Spielerkarriere gerne als Entscheidungsmerkmal genutzt, ob ein Spieler in die Hall of Fame gelangt.
Kritiker – insbesondere aus dem Feld der Sabermetrics – behaupten aber, dass die Zahl der RBI eher über die Qualität der Mannschaftsaufstellung Aufschluss geben als über die individuelle Leistung eines Spielers. Das wird damit begründet, dass ein Spieler nur dann einen RBI angerechnet bekommen kann, wenn ein oder mehrere Spieler vor ihm bereits die Bases erreicht haben (einzige Ausnahme stellt hier ein Solo-Homerun dar, bei dem der Schlagmann nur einen RBI für sich selbst erzielt). Daraus wird gefolgert, dass Teams mit einer starken Offensiv-Aufstellung grundsätzlich mehr Spieler mit hohen RBI-Werten produzieren, als es bei offensiv schwächeren Teams der Fall ist.